# シーバス (バンクーバー)

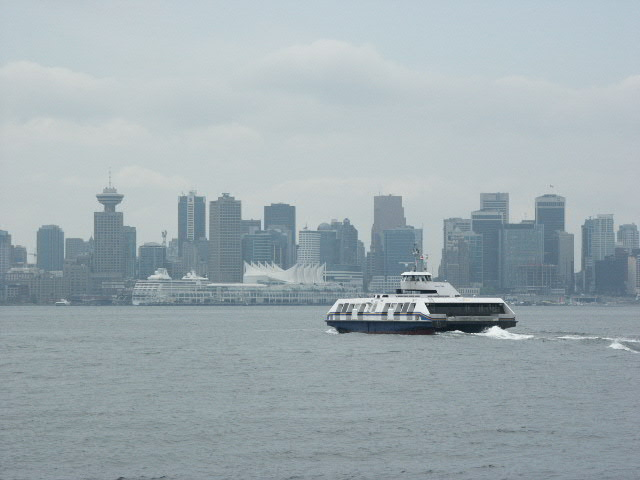
バンクーバー中心部へと向かうシーバス

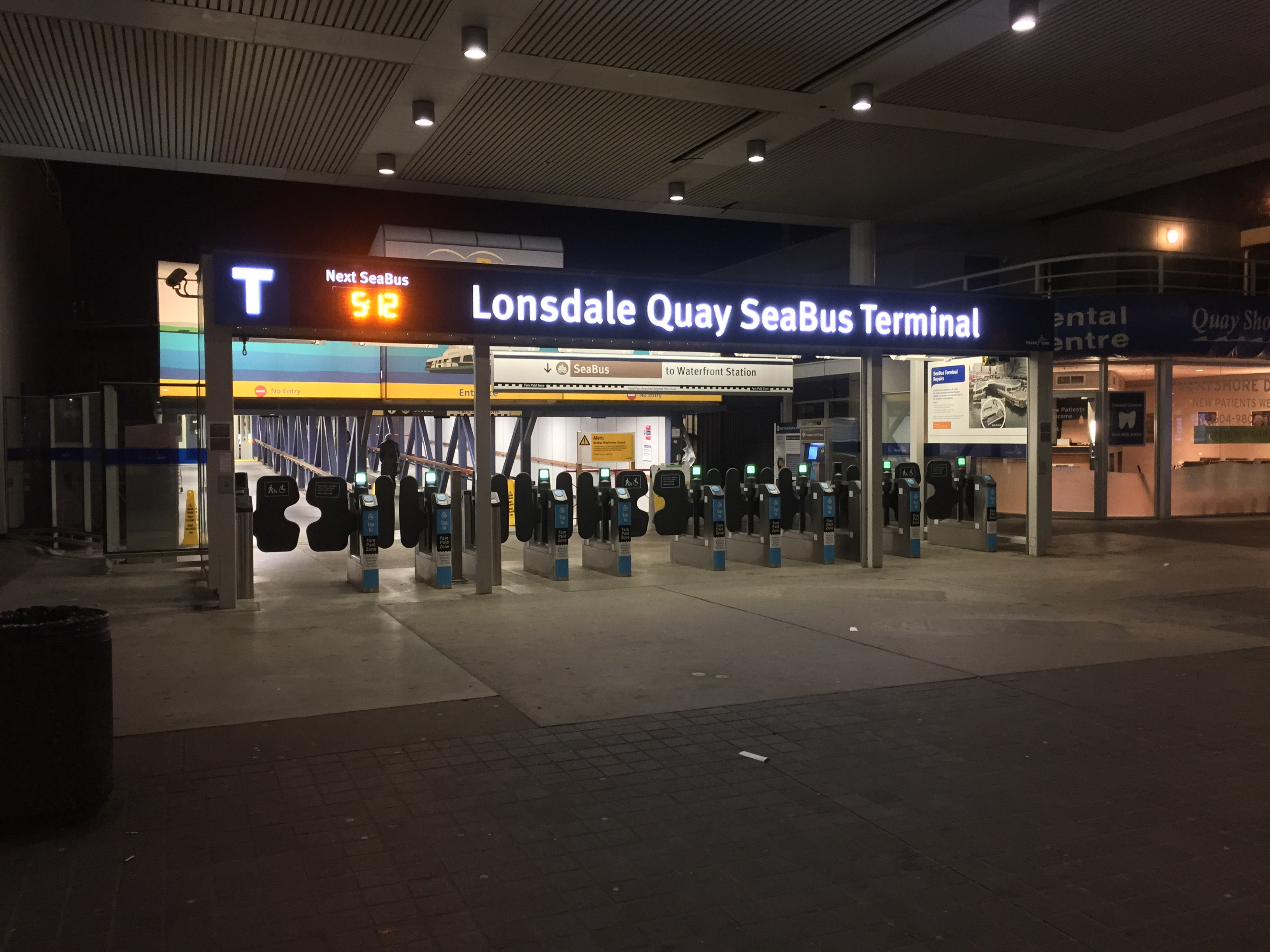
ロンズデール・キー・ターミナルの改札口

シーバス（SeaBus）はバンクーバー市の中心街とノースバンクーバー市の間のバラード入り江を結ぶ水上バスである。シーバスはコーストマウンテンバスによって運営されており、トランスリンクの公共交通機関の一翼を担っている。

## 運航

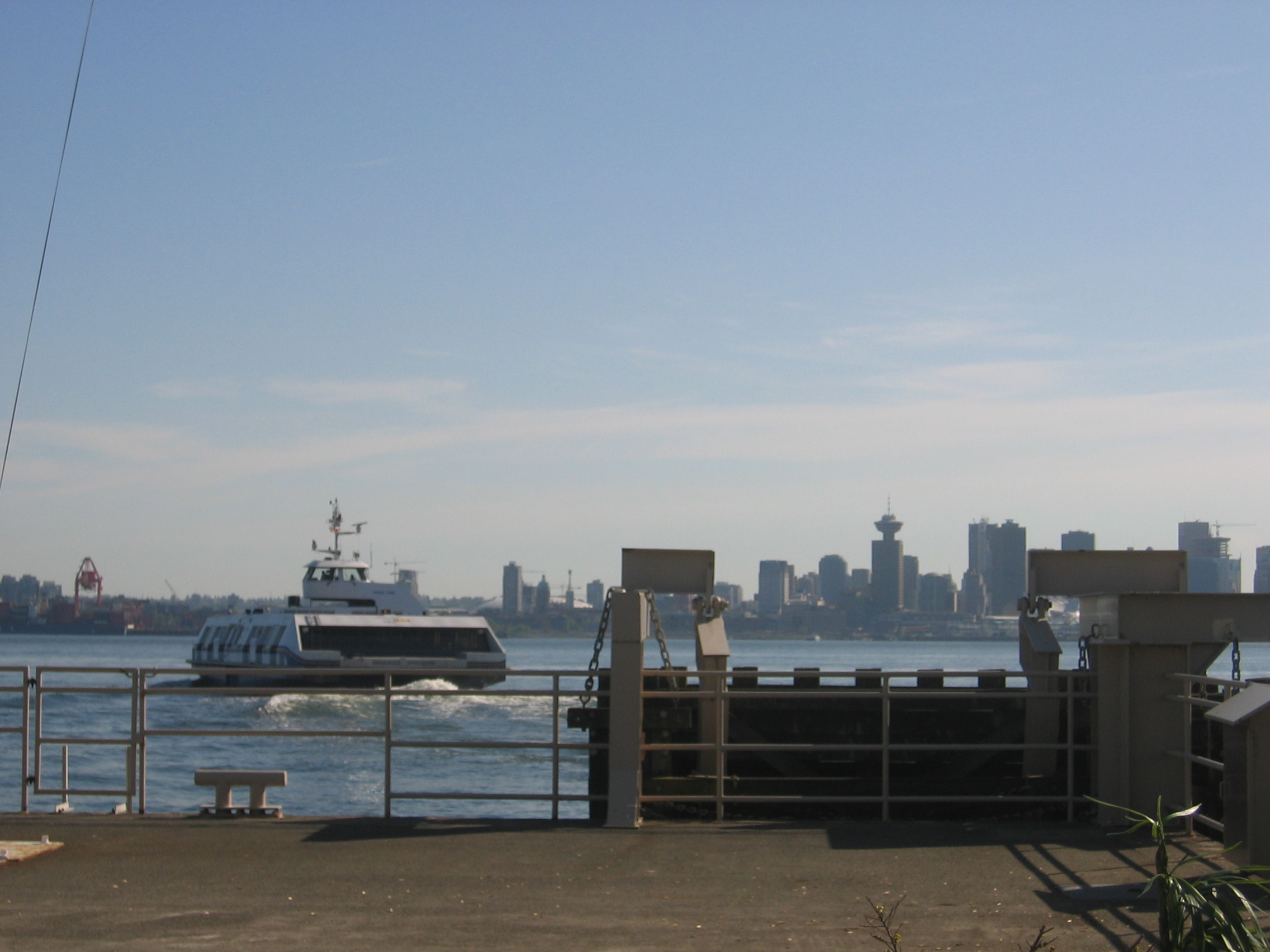
バンクーバー市に向かうシーバス

フェリーの運航時刻は午前6時ごろの始発から翌午前1時ごろの終発までであり、毎日運航されている。通勤ラッシュ時は10分間隔、その他の時間帯は15分間隔で運行されており、2〜3隻のフェリーがバンクーバーとノースバンクーバーの埠頭を同時に出発し、バラード入り江のほぼ中央で交差し10分強で対岸に到着する。埠頭では毎回3〜5分間乗客の乗り降りが行われるため実際の航行時間は10分強である。夜9時以降及びに休日早朝には1隻で運行されているため、30分おきの運航となる。
シーバスは「乗り降りの時間を含めて最速10〜12分」で対岸まで到達できるとされているが、速度を出しすぎた場合に生じる波でバラード入り江を航行する他の船舶の安全に支障をきたす可能性があるため、通常は速度を抑えて航行している。
シーバスに乗船する際には、自動改札通過後に回転式の金属バーを押してフェリー乗り場に入る。この回転式バーは乗客数を数えるために設置されており、最大定員に達した時点でバーがロックされる仕組みとなっている。自転車の積み込みも可能であり、専用の扉から乗り場に進入する。乗客は2ゾーンの切符を購入するか、2ゾーンのバスパス(定期券)を所持していなければならない。休日を中心に抜き打ちの検査が行われることがあり、無賃乗船が発覚した場合は165カナダドルほどの罰金を課せられる。
他のバンクーバー公共交通機関と同様に、元日には市民に飲酒運転をさせないために無料でシーバスを運航している。

## フェリーターミナル
バンクーバー市側のフェリーターミナルはバンクーバーコンベンションセンター(Vancouver Convention and Exhibition Centre:会議、博覧会展示場)やカナダプレイス(Canada Place:大型旅客船の停泊埠頭)にほど近いバラード入り江に面したウォーターフロント駅にあり、同駅はスカイトレイン、ウェストコーストエクスプレスの終着駅ともなっている。埠頭前にはビルの最上部に巨大な皿型の展望室と空中レストランを持つハーバーセンターがある。また東側にはバンクーバー市の始祖の地と呼ばれるギャスタウンも存在する。
ノースバンクーバー市側のフェリーターミナルはロンズデール・キーと呼ばれるバスターミナル、ホテル、飲食店、食料品店からなる複合施設に位置している。バス、シーバス等の公共交通アクセスが良いことから観光客が多く訪れる観光地にもなっている。

## 建設と運航
シーバスの船体は双胴型をしており、建造当時にしては珍しいアルミ製のものであった。フェリーには前後の区別がなく(船体の前部および後部に1機ずつディーゼルエンジンが装備されている)転回をすることなく埠頭から埠頭へと移動することができる。このディーゼルエンジンは公共交通のバスに搭載されるものと同型である。通常は4つのスクリューで運航されるが、3つでも船を運航させることができる。
船はレーダーを除いて近代的な管制装置を装備していないが、レーダーのおかげで濃霧が発生しても問題なく運航できる。
緊急時には別のシーバスに乗客を乗せることで通常は対応する。しかし、シーバスが1隻のみで運航されている時には対応しきれないとしたカナダ運輸省はシーバスへの救命ボートの搭載を義務付けた。現在はシーバスのドア付近に1隻あたり150人を収容できるライフラフトが4つ収納されており、各座席の下には救命胴衣が備え付けられている。
2008年まで、シーバスには予備の船が存在しておらず、メンテナンスを行うのは週末などの1日1便による往復が行える日に限られていた。エンジンの交換や数時間で対応可能な修理に関しては深夜の運航されていない時間帯に行われる。シーバスは2隻体制で30年以上運航されたが、運航を休止するほどのトラブルが発生したことがなく、非常に信頼性の高い交通機関であると評価されている。
フェリーの運航は通常4名のクルー(船長と副船長が艦橋に、通常乗組員2名が客室にいる)によって行われ、埠頭には機関士等が常駐しており必要に応じて乗船しエンジンのチェック等を行う。

## 船舶
シーバスは通常2隻体制で運航されている。運航開始から運航されているシーバスは1976年に建造されたものであり、Otter(カワウソ)とBeaver(ビーバー)の名を冠している。トランスリンクは2008年までに10カ年計画の一環として3隻目のシーバスを購入するための予算を計上し、2006年5月にそのための入札が発表された。2009年には新しいシーバスPacific Breezeが登場し、2014年にはさらに新しいシーバスOtter IIが登場。これによってOtterは引退し、3隻のシーバスによる運航となった。
- MV Burrard Otter (1976-Vancouver) - 引退済
- MV Burrard Beaver (1976-Victoria)
- MV Burrard Pacific Breeze (2009-Vancouver/Victoria)
- MV Burrard Otter II (2014-Singapore)
- MV Burrard Chinook (2019-Netherlands)

## シーバスの歴史
1900年に初めてバンクーバー市とノースバンクーバー市を結ぶフェリー定期便の運航が開始された。その当時使用された船の名はノース・バンクーバーであった。3年後にバンクーバー・フェリーアンドパワーが設立され、定期便の運航を引き継ぎさらに、セント・ジョージというフェリーを就役させた。後にこれら2隻のフェリーはバンクーバーフェリーNo1およびNo2と改名された。1908年にはノースバンクーバー市がより円滑なフェリーの運用を目指して定期便の運航を引き継ぎ、その直後には3隻目の船となるバンクーバーフェリーNo3が就役した。フェリーNo2は1936年まで使用された後、バンクーバー島西岸に係留されキャンプ施設として使用されたが、火災によって焼失する。
1938年にはスタンレーパークとノースバンクーバー市を直接結ぶライオンズゲートブリッジが完成し、それによって乗客数が大きく減少することになるが、第二次世界大戦の勃発によりノースバンクーバー市で造船業が栄えると、シーバスへの需要が一段と高まった。これにより景気が回復したことで5隻目となるフェリーNo5が1941年に就役した。造船業従事者の入り江北岸への移動がより盛んになったため、アメリカのシアトルで建造されたクロスライン号も1942年5月に就役する。当時のフェリー船長ジェームズ・バーによると最忙期の1943年には一年間で700万人もの人々がバラード入り江をフェリーで渡ったという。
しかし終戦とともに利用者が減り、1950年代に入るとフェリーの経営に暗雲が漂い始めた。1948年にはフェリーNo3が退役し、1953年に転売される。旅客数が激減したことで採算の取れなくなったノースバンクーバーフェリーは1958年8月30日にフェリーNo4による入り江横断を最後に運航が停止された。フェリーNo4はその後転売されプリンス・ルパートと改名された他、フェリーNo5はノースバンクーバーのロンズデール埠頭に係留されSeven Seas Restaurantとして利用され、2002年まで存続した。それまで長期間にわたって係留されており、老朽化が激しくいつ沈んでもおかしくない状態であると考えられたため、もしも沈んだ場合誰が責任をとるのかということで長期間に渡る議論が交わされた末にノースバンクーバー市とカナダ連邦裁判所の命令により撤去処分された。フェリーNo4が乾ドックに引き上げられた時点では、船体には何の問題も無かったとされるがすでに破棄が決定されていたので、歴史的遺産であったにもかかわらずそのまま解体された。
現在コーストマウンテンバスによって運航されているシーバスは1977年にかつてのフェリーと同じ航路、発着場を利用して再開されたものである。現在のシーバスはバラード入り江を無料で往来できる交通機関を建設する計画が提案されて(実際に無料化は実現しなかったが)計上された予算によって誕生した。